# Weëna
Weëna est une série de bande dessinée d'heroic fantasy écrite par Éric Corbeyran et dessinée par Alice Picard. Ses huit albums ont été publiés entre 2003 et 2012 par Delcourt.

## Albums
- Weëna, Delcourt, coll. « Terres de Légendes » :

1. Atavisme, 2003[1].
2. Épreuve, 2004.
3. Résurgence, 2005.
4. Union, 2005.
5. Bataille, 2007.
6. Voyage, 2008.
7. Destination, 2010.
8. Affrontement, 2012.

- Préquel : La Légende De Noor Tome 1 - Le Sacrifice D'hooskan (2015)